# ویجو دی کادوره
ویجو دی کادوره (به ایتالیایی: Vigo di Cadore) یک کومونه در ایتالیا است که در استان بلونو واقع شده‌است.

## خصوصیات
ویجو دی کادوره ۷۰٫۸ کیلومترمربع مساحت و ۱٬۶۴۱ نفر جمعیت دارد و ۹۴۷ متر بالاتر از سطح دریا واقع شده‌است.